# Panagiótis Dimitríou
 (novembre 2019).
Si vous disposez d'ouvrages ou d'articles de référence ou si vous connaissez des sites web de qualité traitant du thème abordé ici, merci de compléter l'article en donnant les références utiles à sa vérifiabilité et en les liant à la section « Notes et références ».
Pour les articles homonymes, voir Dimitríou.
Panagiótis Dimitríou (6 mai 1939) est un homme politique chypriote.
Dirigeant parlementaire du Rassemblement démocrate (en grec, Δημοκρατικός Συναγερμός).
Il a été membre de la Convention européenne et chef de la délégation chypriote à l'Assemblée parlementaire du Conseil de l'Europe.